# Marcos Angeleri
Marcos Alberto Angeleri (født 7. april 1983 i La Plata, Argentina) er en argentinsk tidligere fodboldspiller (midterforsvarer). Han spillede blandt andet i den engelske Premier League og for Argentinas landshold. 
Angeleri tilbragte størstedelen af sin karriere i hjemlandet hos Estudiantes. Han var med til at vinde det argentinske mesterskab med klubben i 2006, mens han i 2009 var med til at vinde Sydamerikas fornemste klubturnering, Copa Libertadores. Han var også professionel i Europa hos både Sunderland i England samt Málaga i Spanien.
Angeleri spillede desuden fire kampe for det argentinske landshold, som han debuterede for i en venskabskamp på udebane mod Frankrig 11. februar 2009. Han deltog også i to kvalifikationskampe til VM 2010 i Sydafrika.

## Titler
Primera División de Argentina
- 2006 (Apertura) med Estudiantes

Copa Libertadores
- 2009 med Estudiantes